# Frontière entre les États-Unis et les Îles Marshall
La frontière entre les États-Unis et les Îles Marshall est intégralement maritime dans l'océan Pacifique situé à équidistance entre les île Wake (îles mineures éloignées des États-Unis) et l'atoll inhabité de Bokak.
Aucun traité ne spécifie la position entre ces deux îles coralliennes séparées par 318 milles marins ; selon la Convention des Nations unies sur le droit de la mer, les zones économiques exclusives s'étendent sur un rayon de 200 milles marins.